# Stokrotka (film)
Stokrotka (fr. En Effeuillant la marguerite) – francuski czarno-biały film komediowy z 1956 roku.

## Fabuła
Główna bohaterka, Agnès, jest młodą dziewczyną, która buntuje się przeciwko wszelkim konwenansom. Jej ojciec, konserwatywny, emerytowany generał nie akceptuje zachowania córki. Pewnego dnia Agnès publikuje pod pseudonimem skandalizującą książkę. Obawiając się kary ojca, ucieka z domu i zostaje striptizerką.

## Obsada
- Brigitte Bardot : Agnès Dumont
- Daniel Gélin : Daniel Roy
- Robert Hirsch : Roger Vital
- Darry Cowl : Hubert Dumont
- Luciana Paluzzi : Sofia
- Nadine Tallier : Magali
- Jacques Dumesnil : generał Dumont
- Madeleine Barbulée : Mme Dumont
- Georges Chamarat : Bacchus